# Giovanni Battista Casali
Giovanni Battista Casali (Roma, 1715 - Roma, 6 de juliol de 1792) fou un compositor italià.
De 1759 fins a la seva mort va ocupar el càrrec de mestre de capella a la basílica de Sant Joan del Laterà. Casali va ser un dels últims del seu període d'escriure per a veus a cappella.
Va escriure nombroses composicions religioses a veus soles, entre elles l'oratori Abigail, l'òpera Camparpe, representada per primera vegada a Venècia el 1740, i altres tres desconegudes.